# Benito Panunzi

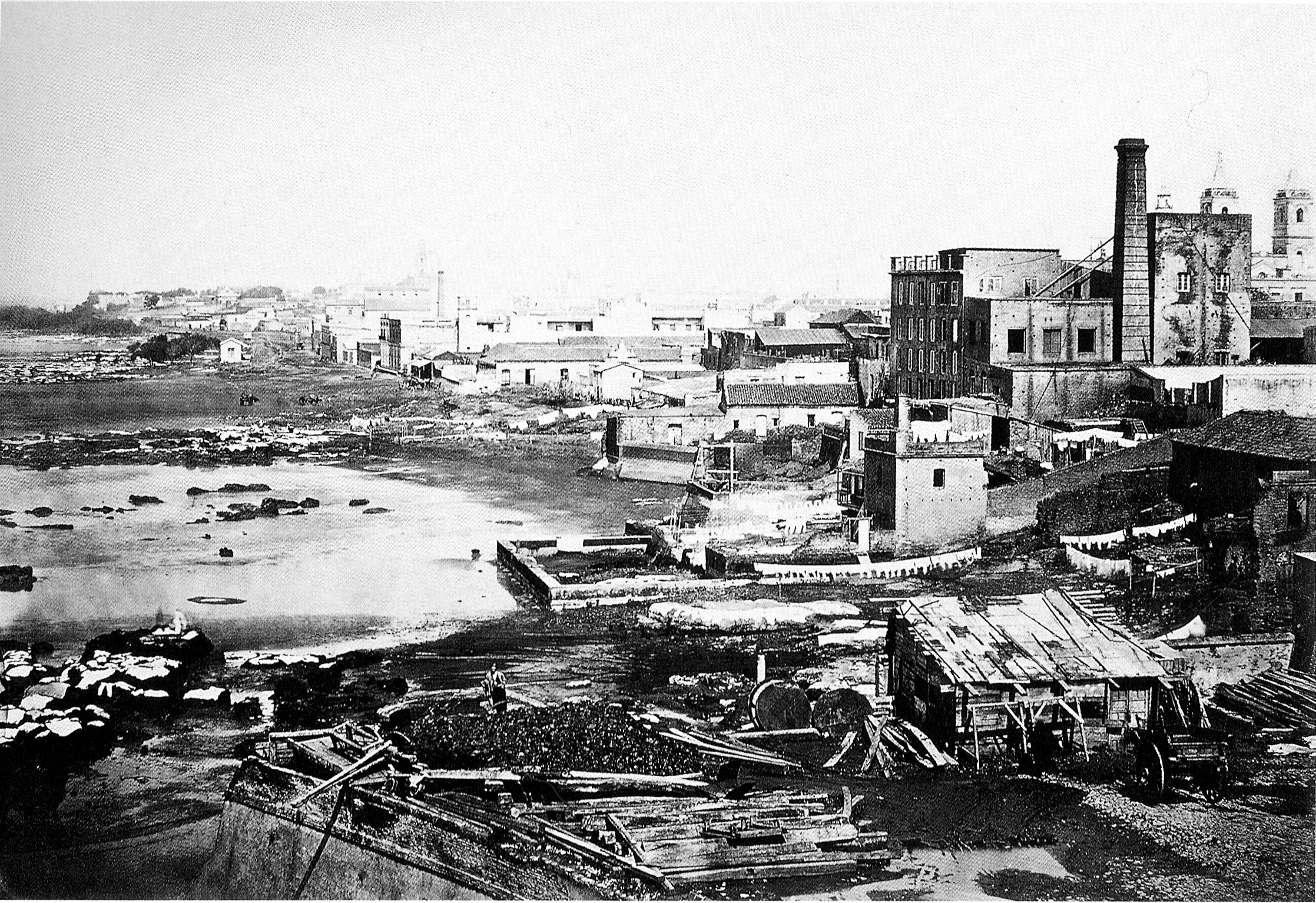
Paseo Colón, Buenos Aires, asi 1867

Benito Panunzi (1819 Itálie – 1894 Buenos Aires, Argentina) byl argentinský fotograf narozený v Itálii.

## Biografie
Panunzi emigroval na začátku 60. let 19. století z Itálie do Argentiny. Od roku 1867 začal prodávat fotografie města Buenos Aires. Panunzi, na rozdíl od jiných fotografů, nikdy neinzeroval v novinách. Je považován za jednoho z prvních dokumentárních fotografů, protože již v roce 1868 prodával své obrazy v albu s názvem „Album Panunzi“.
Jeho záběry zobrazovaly městskou krajinu, rostoucí město, označoval a ukazoval stavy situace před a po, dokumentoval důsledky průmyslové revoluce.
Jeho snímky nebyly proslulé pouze svým dokumentárním významem, ale také svou technickou a uměleckou kvalitou.
Byl jedním ze zakladatelů Společnosti pro podporu výtvarných umění v Buenos Aires v roce 1876.
Zemřel v roce 1894 v Buenos Aires.

## Sbírky
- Bibliothèque nationale d'Argentine

## Galerie

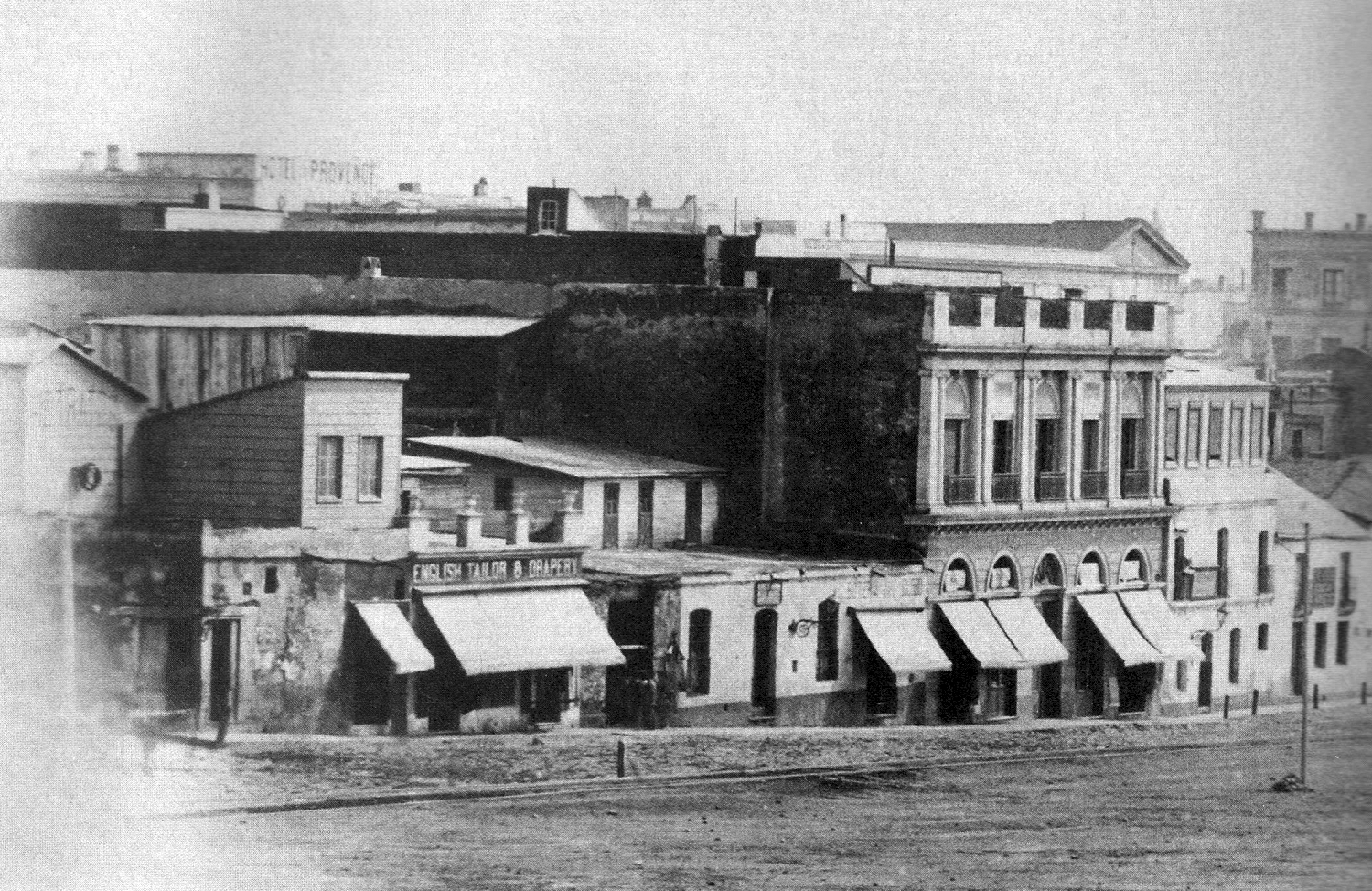
Paseo de julio
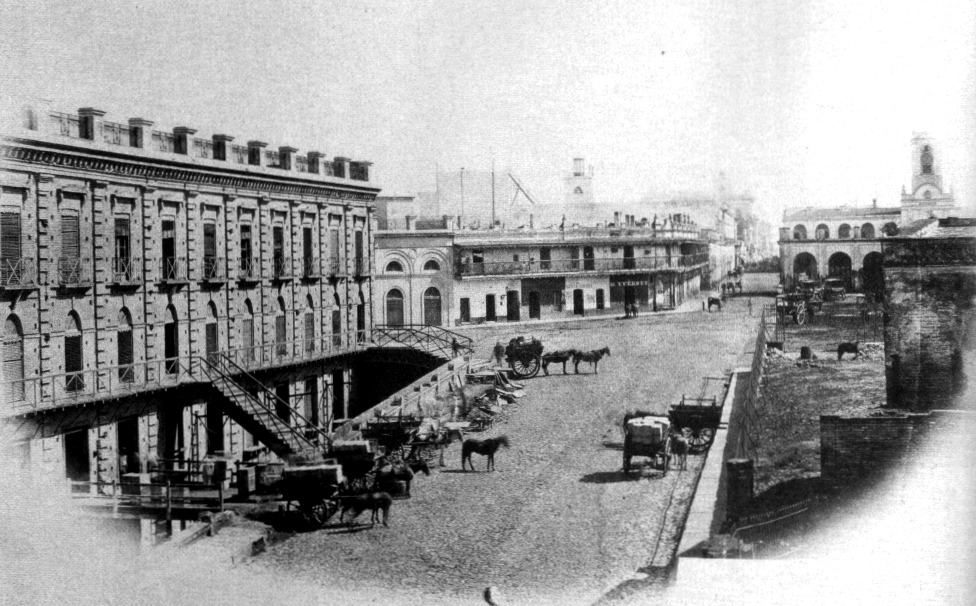
Calle Victoria
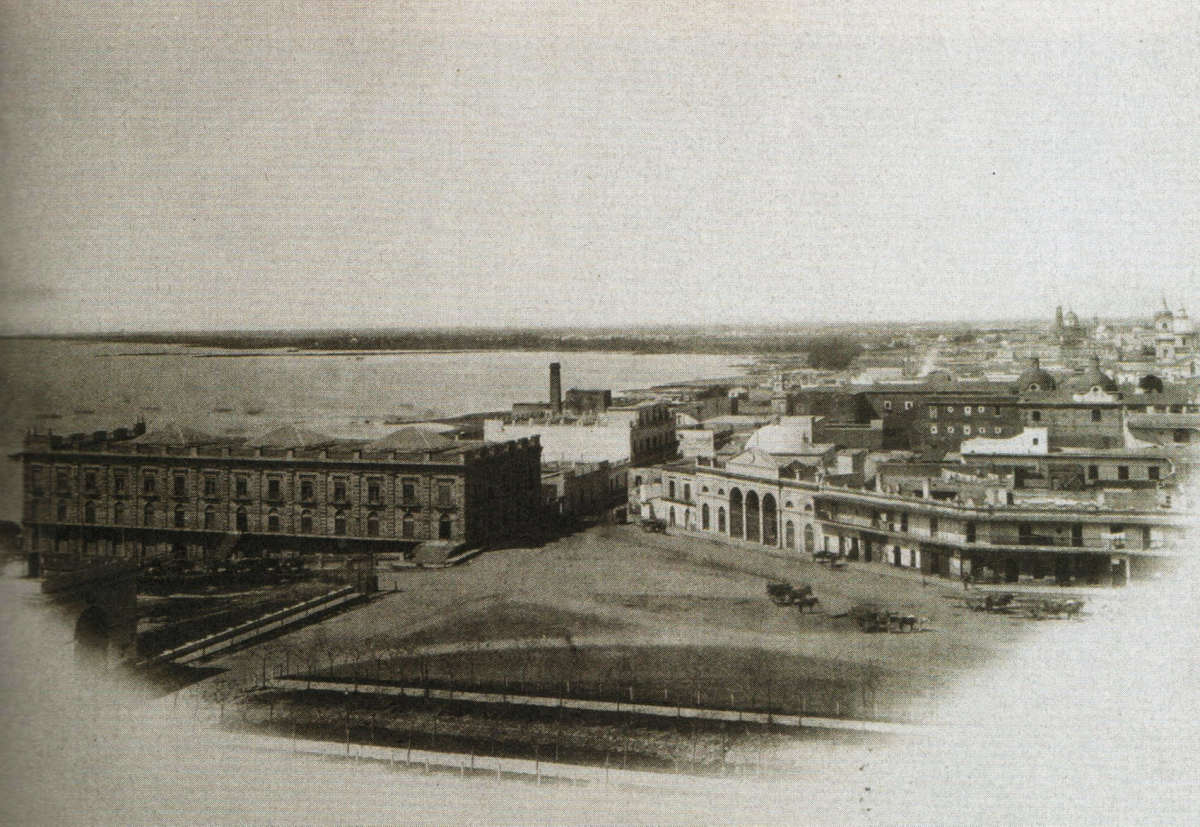
Plaza 25 de Mayo
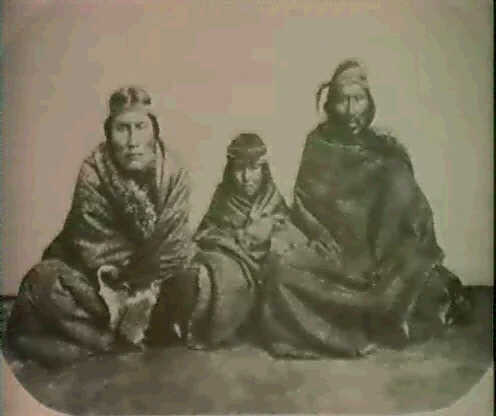
Patagonští indiáni, cca 1860